# 民法
民法是規範私人間权利與義務關係的法律，內容涵括財產法和身分法。
民法規範的主體是平等的主體，包括自然人、法人和非法人組織。民法所規範的內容則是人身關係（包括人格權和身份權）和財產關係（包括物權、債權等），在法典中，前者又稱為身分法(在一般大陸法系中，人格權部分則規範於財產法條文內)、後者則亦稱為財產法。
私法有時候作為民法的同義詞，有時候又作為民法的上位概念而使用，一般認為，民法是私法的核心部分。

## 語源
“民法”一词源于罗马法中的市民法（jus civile）。罗马法中有市民法、万民法（jus gentium）与自然法（jus naturale）之区分。市民法規範具備羅馬公民權之人民間的各种法律关系，不具備羅馬公民權的其他异邦人與羅馬公民間的法律关系，則由萬民法規範。自公元3世纪起，市民法与万民法的对立逐渐淡化。罗马法中完备的平权主体法律规范，经过罗马法复兴运动复苏。在欧洲法典化运动中，先后产生了《法国民法典》（又名拿破仑法典）与《德国民法典》两部具有划时代意义法典。在对《法国民法典》的引进中，日本学者津田真道誤将“市民法”一词翻译为「民法」。清末变法圖強時，即有編成「大清民律草案」，雖由中国学者直接抄自日本，译作今称，於清光緒33年時設立修訂法律館，草擬之大清民律，宣統3年8月時完成，但未及施行，清朝即由民國所取代。但也有学者认为，民法一词并非来自日本，而是中国自己创造的，在中国古代典籍《尚书》中就已有“民法”一词。《尚书·孔氏传》：“咎单，臣名，主土地之官，做明居民法一篇亡”中的“民法”一词，被有些学者认为是中国民法的起源（實際上，中國真正開始出現成文的民法法典，是在1929年五月，由當時的國民政府設立法制局，參照前清及民國成立初期編訂的民律草案，完成民法法典的制定，陸續予以頒布施行）。近代以后，大陆法系国家立法中使用的民法一词，如法语中的droit civil，德语中的Bürgerliches Recht，荷兰语中的Burgerlyk Regt等，都由市民法转译而来。
而民法依法源不同，分為直接與間接法源。中華民國《民法》第一條便規定：「民事、法律所未規定者，依習慣；無習慣者，依法理」即是對民法的法源規範。當中的法律、習慣、法理即為直接法源，此外尚有所謂的間接法源，指學說與判例而言。現今大陆法系民法在内容分为物权法、債法、亲属法、继承法等等。英美法系民法在内容上包括契约法、财产法、家庭法、侵权行为法、信托法等等。普遍认为，法、商法也属于民法范畴。

## 商法
關於如何規律司法上的關係，立法上有採「民商分立」制度，即除規律個人關係的民法法典外，另立規律商事交易的「商法法典」。如德國、法國、二戰前的日本，在中國，自二十世紀初國民政府立法之際，決定仿照瑞士「民商合一」制度，即於民法法典外，不另立商法法典。現今中国广义的民法，除民法法典外，另外還有其他関於私法事項的法律，称為特別民法。除公司法等商法外，另外尚包括合同法、侵权行为法、知识产权法、婚姻法、继承法等。狭义的民法，仅指调整一定范围的财产关系和人身关系的法律，止於成文的民法法典。不包括婚姻法和属于传统商法内容的法律、法规。

## 民法典
民法典是按一定的体例、系统地将民法的各项制度编纂在一起的立法文件。

### 中国的民法典
中國第一部真正意義上的民法典，是中華民國南京國民政府於1929年-1931年制定并頒布的《中华民国民法》。由於這部民法典的制定以北洋政府編纂的民法典為基礎，著重參考了《德國民法典》、《瑞士民法典》，也吸收了《日本民法典》、《法國民法典》等世界主要大陸法系國家的民法典，廣泛借鑒了各國民事立法的經驗教訓，是一部主要由學者起草制定的民法典，因此，其在學理上無可挑剔，立法水準十分高超。但是，《民法》也有一些脫離實際、超前立法的特點；其次，在制定之後不久，因為兩岸分治而變得難以推廣。《民法》主要是採取的瑞士民法民商合一的制度，但是在體例上則採行德、日的編排方式，將民法分為五編，即總則編、債編、物權編、親屬編及繼承編。
中國共產黨經第二次國共內戰控制中國大陸、建立中华人民共和国自建国以来，因飢荒、文化大革命等政治運動風潮影響，中國大陸曾經有極長時間未颁行一部系统完整的民法典。由于改革开放以来，市场经济的发展迫切需要完善民事立法，民事活动急需要规定一些基本行为准则，在这种条件下，中华人民共和国於1986年制定并颁布了一部《民法通则》。从中国民法通则的内容来看，尽管其条款较之于各国民法典的条文要简略得多，但是民法通则基本上概括了商品经济活动的一般行为准则，它不仅包括了一些民法总则的规范，而且也包括了民法分则的部分内容。之後，中華人民共和國在1998年成立了民法典起草小組，開始了民法典的起草工作。1999年，該起草小組統一了中華人民共和國的三部合同法為《中華人民共和國合同法》，又與2007年完成了《中華人民共和國物權法》的制定。2014年，中共十八届四中全会再次提出“编纂民法典”的任务，並于2020年时将全部民法各专门法归并，整合为一部完整的《中华人民共和国民法典》，該法亦在2020年5月28日的第十三屆全國人民代表大會第三次會議表決通過，並於2021年1月1日正式生效; 但這部民法典的獨特之處是，儘管中國大陸在編寫民法典時仍深受《德国民法典》和《法国民法典》的影響，這部民法典是採用了史無前例的七編制模式，即總則編、物權編、合同編、人格權編、婚姻家庭編、繼承編、侵權責任編以及附則; 即直接將個人隱私權利(人格權)以及侵權責任獨立成民法兩個編制，並因應中國大陸獨特的土地承包以及土地權益制度，對物權編進行了重大修正，婚姻責任部分也有不少改良。

## 发展历史
大陆法系又称民法法系，由此可见民法在大陆法系中的地位，因此，民法的发展历史基本可与大陆法系发展历史划等号。

### 緣起
12世纪（相传为1135年），在意大利北部发现了因战乱而佚失数百年的《国法大全》抄本，学者们在意大利的博洛尼亚大学对《国法大全》进行考订和注释，形成了欧陆法系法学中最早的“注释法学派”。随之而来的罗马法复兴运动，使得近代民法的理论技术水平得到了大幅提高，而当时欧洲法律水准普遍低于罗马法，产生了民法立法的可能和需求。随着资本主义经济的发展，资产阶级革命理念自由、平等以及私有财产神圣而不可侵犯的观念，在法国大革命中得到广为传播。新兴的资产阶级迫切希望将资产阶级革命成果在法律中予以确认。于是1804年《法国民法典》（即《拿破仑法典》）的诞生标志着民法以及民法法系的正式形成。随着拿破仑的征战，《法国民法典》被推广到几乎整个欧洲大陆，并凭借殖民关系，辐射到世界，使得在世界范围内形成了与英美法系截然不同的大陆法系。随后，伴随德国统一，传统欧洲秩序被打破，作为民法法系最新学术成果，在20世纪初的集大成者，《德国民法典》于1900年正式颁行，民法走向成熟，随后兴起的新兴资本主义国家，如日本，均受到了《德国民法典》的重大影响。民法两大支系，即法国系与德国系，成为了民法的主要代表。

### 原则
狄骥认为，《法国民法典》只有三个原则：契约自由、私权不可侵犯以及过失责任。《德国民法典》对其进行了发展主要为：民事主体平等、意思自治、过错责任、权利本位、诚实信用；拥有独立的物权原则，此类原则以及衍生是否为《德国民法典》的基本原则存在争议。需要说明的是，两大支系对部分共同原则的内容和认可度均存在重大区别。比较法学者基本认为，两大支系立法理念亦存在巨大差异。

### 发展历程
早期民法以《法国民法典》为代表，其特点为契约自由至上主义和所有权绝对主义。反映了资产阶级革命理念在法律上的具现，以及早期自由资本主义经济时期的特点。但是，随着资本主义经济进入垄断资本主义经济时代，反映时代要求的民法另一典范《德国民法典》诞生。相较于《法国民法典》，其特点为内容上的对契约自由及所有权的限制和社会立法；形式上精确的法律术语以及严密的逻辑结构。但是，两大民法典派系并无取代之意，事实上《法国民法典》与《德国民法典》现今仍分别为大陆法系主要的派别。两大传统民法派别都有其特点及不足，随着时代发展，与英美法系的借鉴和交流，随后产生了折衷主义流派，其代表为《日本民法典》。此派民法典在传统上属于《德国民法典》派系，但又吸收了大量英美法系以及《法国民法典》的特点，并且对《德国民法典》的许多主要概念，如物权行为理论，进行了折衷主义发展。但是，此系民法典与传统上的德法两大派系不同，是否具有足够鲜明的特征，使其可以成为大陆法系中的真正第三派系，在学术界仍有争议。主要在于其依旧表现出强烈的《德国民法典》特征。但在介绍民法传统两大支系时，仍要单独讲述折衷主义流派，已经成为学界通行做法。目前认为，折衷主义学派代表了民法典发展方向的观点有很大影响。

## 体系
大陆法系的民法主要有法国式和德国式两种，分别以法国民法典和德国民法典为代表。

### 法国式体系
法国民法典采用了“查士丁尼法学阶梯”的结构体系，除序章外，有3编2281条。
- 第一编：人
- 第二编：财产及所有权的各种形态
- 第三编：所有权取得的各种方式

### 德国式体系
德国民法典以《學說匯纂》為藍本，采用5编结构，为目前世界上较多采用的体系结构，《中華民國民法》亦採之。下为该体系中较为典型的结构：
- 第一编：總則
  - 第一章 人
    - 第一節自然人、消費者、企業經營者
    - 第二節法人

  - 第二章 物及動物
  - 第三章法律行為
    - 第一節 行為能力
    - 第二節意思表示
    - 第三節契約
    - 第四節條件及期限
    - 第五節代理及代理權
    - 第六節允許及承認

  - 第四章 期間与期日
  - 第五章 消滅時效
  - 第六章 物行使權利、自衛行為、自助行為
  - 第七章 提供擔保
- 第二编：债之關係法
  - 债权总则
  - 债权分则
    - 各類契約
    - 侵权行为
    - 不当得利
    - 无因管理
- 第三编：物权法
  - 占有
  - 所有权
  - 用益物权
  - 担保物权
- 第四编：親屬
- 第五编：继承

### 引用
1. ↑  .   [2019-10-25]. （原始内容存档于2020-02-18）.
2. ↑  .   [2020-07-11]. （原始内容存档于2020-07-15）.
3. ↑  .   [2020-05-29]. （原始内容存档于2020-06-01）.
4. ↑  . 德國司法及消費者保護部(Bundesministerium der Justiz und für Verbraucherschutz).   [2017-12-30]. （原始内容存档于2017-12-23）.